# Ingrid Gilcher-Holtey

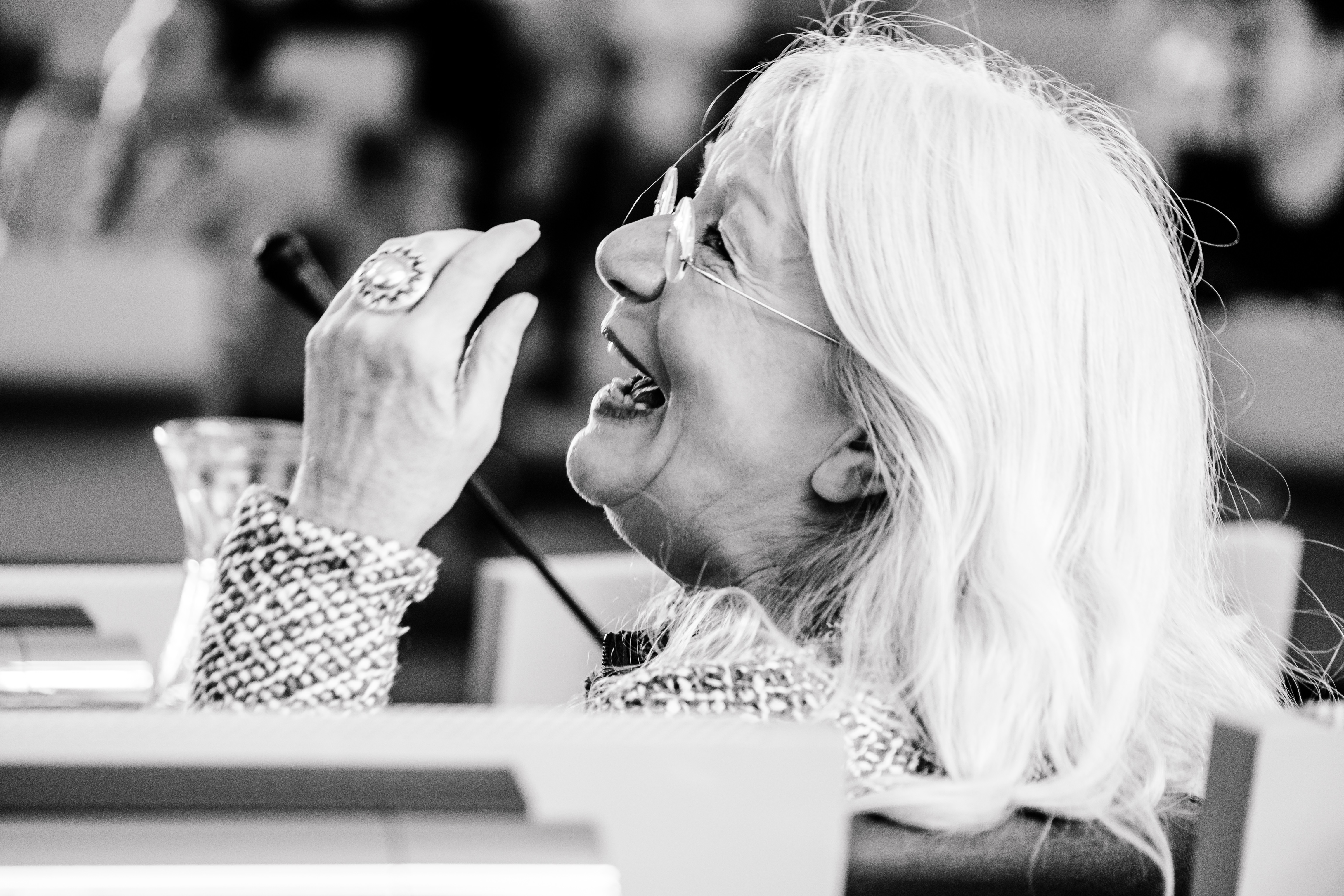
Ingrid Gilcher-Holtey beim ZiF-Festkolloquium in Bielefeld 2018

Ingrid Gilcher-Holtey (* 13. November 1952 in Witten) ist eine deutsche Historikerin. Von 1994 bis 2018 war sie Professorin für Allgemeine Geschichte unter besonderer Berücksichtigung der Zeitgeschichte an der Universität Bielefeld.

## Werdegang
Gilcher-Holtey studierte von 1971 bis 1976 Geschichtswissenschaft, Politische Wissenschaft und Romanistik an den Universitäten Marburg und Heidelberg. Sie schloss ihr Studium 1976/77 mit dem Staatsexamen für das Höhere Lehramt an Gymnasien ab. Von 1978 bis 1981 studierte sie Soziologie an den Universitäten Heidelberg und Mannheim und wurde 1985 an der Philosophischen Fakultät der Universität Heidelberg von Werner Conze und Klaus von Beyme mit einer Arbeit über Karl Kautsky und die Sozialdemokratie zum Dr. phil. promoviert. 1994 folgte die Habilitation an der Universität Freiburg mit einer Studie über den Mai 1968 in Frankreich.
Von 1981 bis 1989 war Ingrid Gilcher-Holtey Wissenschaftliche Mitarbeiterin beim Arbeitskreis für moderne Sozialgeschichte in Heidelberg und von 1985 bis 1986 zugleich Lehrbeauftragte für Politische Theorie am Institut für Politische Wissenschaft der Universität Heidelberg. Von 1989 bis zu ihrer Berufung an die Universität Bielefeld 1994 war sie als Hochschulassistentin am Historischen Seminar der Universität Freiburg tätig und von 1991 bis 1992 Fellow am Wissenschaftskolleg zu Berlin. Von 1994 bis 2018 lehrte sie Allgemeine Geschichte unter besonderer Berücksichtigung der Zeitgeschichte an der Universität Bielefeld.
1999 war Ingrid Gilcher-Holtey Gastprofessorin an der Universität Paris VIII (Vincennes) und 1999/2000 Gastprofessorin am Institut d’études politiques de Paris (IEP, „Sciences Po“), Chaire Alfred Grosser. Zwischen 2001 und 2006 forschte sie mehrere Monate als Gastprofessorin an der Universität Paris X (Nanterre), sowie an der Maison des Sciences de l’Homme, Paris. 2008/09 war sie Visiting Professor am St Antony’s College der Universität Oxford, 2009 Gastprofessorin am Institut National d’Histoire de l’Art in Paris, 2015 Gastprofessorin am Centre de sociologie européenne (CSE/EHESS-Paris).
Gilcher-Holtey ist seit 2005 membre associé du Centre européen de sociologie et de science politique de l'Université (CSE/EHESS), Paris, seit 2009 Mitglied der Redaktion der deutsch-französischen Zeitschrift Trivium. Sie war Mitglied des Comité de Lecture de la Maison des Sciences de l'Homme (2000–2014), Mitglied des Comité international d'évaluation scientifique de la Fondation Maison des Sciences de l'Homme 2009–2016, zudem von 2004 bis 2012 Mitglied im wissenschaftlichen Beirat Germanistik des Deutschen Akademischen Austauschdiensts (DAAD) sowie Mitglied des wissenschaftlichen Beirats der Stiftung Haus der Geschichte (2008–2016).
2016 war sie am Kapitalismustribunal in Wien beteiligt.

## Arbeitsgebiete
Die Schwerpunkte ihrer Tätigkeit sind die Geschichte der Intellektuellen, der Neuen Sozialen Bewegungen – insbesondere der transnationalen 68er-Bewegungen – sowie der Geschichte des literarischen Feldes in Deutschland von 1918 bis zur Gegenwart. Theoretisch orientiert sie sich an der Feldtheorie Pierre Bourdieus, der Soziologie der Kritik Luc Boltanskis, der Soziologie der Intellektuellen sowie an neueren Ansätzen der Politik- und Kulturgeschichte.

## Schriften (Auswahl)

### Monographien
- 1968. Eine Zeitreise, Frankfurt a. M. (Suhrkamp) 2008.
- Eingreifendes Denken. Die Wirkungschancen von Intellektuellen, Weilerswist (Velbrück) 2007.
- Die 68er Bewegung. Deutschland – Westeuropa – USA, München (Beck) 2001, 5. Aufl. 2018 (tschechische, koreanische, japanische und türkische Übersetzung).
- „Die Phantasie an die Macht“. Mai 68 in Frankreich, Frankfurt a. M. (Suhrkamp stw) 1995, 2. Aufl. 2001.
- Das Mandat des Intellektuellen. Karl Kautsky und die Sozialdemokratie, Berlin (Siedler) 1986.

### Herausgeberschaften
- Warten auf Godot. Intellektuelle seit den 1960er Jahren (Zusammen mit Eva Oberloskamp) (= Schriftenreihe der Vierteljahreshefte für Zeitgeschichte, Bd. 120), München (Oldenbourg) 2020.
- Peter Handke. Analyse du temps. Colloque de Cerisy (Zusammen mit Mireille Calle-Gruber, Patricia Oster-Stierle), Paris (Presse Sorbonne Nouvelle) 2018.
- Eingreifende Denkerinnen. Weibliche Intellektuelle im 20. und 21. Jahrhundert, Tübingen (Mohr Siebeck) 2015.
- A Revolution of Perception. Consequences and Echoes of 1968, New York/Oxford (Berghahn) 2014.
- „1968“ – Eine Wahrnehmungsrevolution? Horizont-Verschiebungen des Politischen in den 1960er und 1970er Jahren, München (Oldenbourg) 2013.
- Writing Political History Today (Zusammen mit Willibald Steinmetz, Heinz-Gerhard Haupt), Frankfurt a. M./New York (Campus) 2013.
- Zwischen den Fronten. Verteidiger, Richter und Bundesanwälte im Spannungsfeld von Justiz, Politik, APO und RAF; Gespräche (Zusammen mit Gisela Diewald-Kerkmann), Berlin (Duncker & Humblot) 2013.
- Voltaire, Die Affäre Calas, Berlin (Insel) 2010.
- Gewalt im politischen Raum. Fallanalysen vom Spätmittelalter bis ins 20. Jahrhundert (zusammen mit Neithard Bulst, Heinz-Gerhard Haupt), Frankfurt a. M./New York (Campus) 2008.
- „68“ - Literatur und Politik. Der Deutschunterricht. Beiträge zu seiner Praxis und wissenschaftlichen Grundlegung, 1/2008 (Zusammen mit Klaus-Michael Bogdal).
- Politisches Theater nach 1968. Regie, Dramatik und Organisation (Zusammen mit Dorothea Kraus, Franziska Schößler), Frankfurt a.M./New York (Campus) 2006 (= Historische Politikforschung, Bd. 8).
- Herausforderungen des staatlichen Gewaltmonopols. Recht und politisch motivierte Gewalt am Ende des 20. Jahrhunderts (Zusammen mit Freia Anders), Frankfurt a.M./New York (Campus) 2006 (= Historische Politikforschung, Band 3).
- Zwischen den Fronten. Positionskämpfe europäischer Intellektueller im 20. Jahrhundert, Berlin (Akademie Verlag) 2006.
- 1968 – Vom Ereignis zum Gegenstand der Geschichtswissenschaft, Göttingen (Vandenhoeck & Ruprecht) 1998. 2. Auflage unter dem Titel: 1968 – Vom Ereignis zum Mythos, Frankfurt am Main (Suhrkamp) 2008.